# Proctoporus xestus
Proctoporus xestus är en ödleart som beskrevs av  Thomas Marshall Uzzell, Jr. 1969. Proctoporus xestus ingår i släktet Proctoporus och familjen Gymnophthalmidae. Inga underarter finns listade i Catalogue of Life.
Arten förekommer i Anderna i Bolivia och Peru. Den upptäcktes ursprungligen vid 2200 meter över havet. Honor lägger ägg.